# Barizey
Barizey és un municipi francès, situat al departament de Saona i Loira i a la regió de Borgonya - Franc Comtat. L'any 2007 tenia 130 habitants.

## Demografia

### Població
El 2007 la població de fet de Barizey era de 130 persones. Hi havia 52 famílies, de les quals 16 eren unipersonals (8 homes vivint sols i 8 dones vivint soles), 16 parelles sense fills i 20 parelles amb fills.
La població ha evolucionat segons el següent gràfic:
Habitants censats

### Habitatges
El 2007 hi havia 77 habitatges, 53 eren l'habitatge principal de la família, 14 eren segones residències i 10 estaven desocupats. 75 eren cases i 2 eren apartaments. Dels 53 habitatges principals, 46 estaven ocupats pels seus propietaris, 5 estaven llogats i ocupats pels llogaters i 2 estaven cedits a títol gratuït; 3 tenien dues cambres, 9 en tenien tres, 16 en tenien quatre i 25 en tenien cinc o més. 46 habitatges disposaven pel capbaix d'una plaça de pàrquing. A 26 habitatges hi havia un automòbil i a 26 n'hi havia dos o més.

### Piràmide de població
La piràmide de població per edats i sexe el 2009 era:
| Homes | Edats   | Dones |
| ----- | ------- | ----- |
| 0     | 95 o +  | 0     |
| 0     | 90 a 94 | 0     |
| 2     | 85 a 89 | 2     |
| 2     | 80 a 84 | 2     |
| 3     | 75 a 79 | 4     |
| 4     | 70 a 74 | 5     |
| 1     | 65 a 69 | 3     |
| 3     | 60 a 64 | 2     |
| 4     | 55 a 59 | 2     |
| 5     | 50 a 54 | 4     |
| 8     | 45 a 49 | 7     |
| 4     | 40 a 44 | 5     |
| 5     | 35 a 39 | 4     |
| 4     | 30 a 34 | 3     |
| 3     | 25 a 29 | 4     |
| 4     | 20 a 24 | 1     |
| 5     | 15 a 19 | 3     |
| 6     | 10 a 14 | 5     |
| 2     | 5 a 9   | 4     |
| 3     | 0 a 4   | 0     |

## Economia
El 2007 la població en edat de treballar era de 84 persones, 67 eren actives i 17 eren inactives. De les 67 persones actives 64 estaven ocupades (41 homes i 23 dones) i 3 estaven aturades (1 home i 2 dones). De les 17 persones inactives 6 estaven jubilades, 5 estaven estudiant i 6 estaven classificades com a «altres inactius».

### Ingressos
El 2009 a Barizey hi havia 56 unitats fiscals que integraven 132 persones, la mediana anual d'ingressos fiscals per persona era de 20.228 €.

### Activitats econòmiques
Dels 3 establiments que hi havia el 2007, 2 eren d'empreses de comerç i reparació d'automòbils i 1 d'una empresa classificada com a «altres activitats de serveis».
L'any 2000 a Barizey hi havia 15 explotacions agrícoles que ocupaven un total de 189 hectàrees.

## Equipaments sanitaris i escolars
El 2009 hi havia una escola elemental integrada dins d'un grup escolar amb les comunes properes formant una escola dispersa.

## Poblacions més properes
El següent diagrama mostra les poblacions més properes.